# アウンコンサルティング
アウンコンサルティング株式会社（英: AUN CONSULTING,inc.）は、東京都千代田区に本社を置く日本の企業。

## 概要
検索エンジン最適化（SEO）や検索連動型広告（PPC）、ソーシャルメディア広告などのグローバル領域におけるマーケティング支援事業を展開している。

## 沿革
- 1998年（平成10年）
  - 6月 - 千葉県松戸市岩瀬の1室4畳半のアパートで起業
  - 9月 - 本社を福島県福島市へ移転
- 1999年（平成11年） - 
  - 10月 - SEO（検索エンジン最適化）コンサルティングを開始
  - 11月 - 展示会出展
- 2000年（平成12年）5月 - イベント情報検索サイト『ぷらぷら』開設
- 2001年（平成13年）1月 - 東京営業所を、東京都文京区に開設、((( Pch ))) オンラインプロモーション専門チャンネル開設
- 2002年（平成14年） - 
  - 4月 - フラワービル移転
  - 10月 - 日本初のSEO専門サイト(((SEO-ch)))開設
  - 11月 - 検索連動型広告（P4P）、検索エンジンにおける検索結果の上位表示コンサルティング｢SEO-Authority｣を販売開始を販売開始
- 2003年（平成15年）
  - 3月 - P4P（検索連動型広告）運用コンサルティング｢P4P-Manager｣を販売開始
  - 4月 - 日本初の検索エンジンマーケティング専門サイト(((SEM-ch)))開設, 全水道会館ビル移転
  - 8月 - SEMPO（米検索エンジンマーケティング協会）に日本法人として初加盟
  - 11月 - 投資対効果検証サービス｢ROI-Authority｣を販売開始
- 2004年（平成16年）
  - 5月 -  資本金を2,100万円に増資
  - 9月 - 「SEMポートフォリオ」提供開始
  - 10月 - TDCビル移転
  - 12月 - 資本金を2,520万2千円に増資
- 2005年（平成17年）
  - 5月 - 「SES　2005 Tokyo」に出展
  - 6月 - オフィス増床
  - 11月 - 東京証券取引所マザーズ上場
- 2006年（平成18年）12月 - 沖縄ラボ開設
- 2007年（平成19年）
  - 10月 - 「日本テクノロジーFast50」 受賞
  - 12月 - シリウステクノロジーズ社と「モバイルSEO事業」譲渡契約締結
- 2008年（平成20年）
  - 4月 - アウン沖縄ラボラトリーズ株式会社、AUN Thai Laboratories Co.,Ltd. （アウンタイラボラトリーズ）設立
  - 6月 - 株式会社アート・スタジオ・サンライフの株式譲渡契約締結（子会社化）
  - 10月 - 「日本テクノロジーFast50」 受賞、「情報セキュリティマネジメントシステム（ISMS）認証」取得
- 2009年（平成21年）
  - 7月 - 株式会社アート・スタジオ・サンライフをアウングローバルマーケティング株式会社と社名変更
  - 9月 - グラスシティ後楽移転、訪日・在日外国人向け情報サイト「English First」正式オープン
  - 10月 - 「Visit First Salon」オープン
- 2010年（平成22年）
  - 6月 - 台灣亞文營銷事業股份有限公司（アウン台湾マーケティング）設立、AUN Thai Laboratories Co.,Ltd. （アウンタイラボラトリーズ）がタイ投資委員会の認可取得
  - 8月 - アウングローバルマーケティング株式会社の株式譲渡契約締結（売却）
  - 9月 - 亞文香港營銷事業股份有限公司（アウン香港マーケティング）、AUN Korea Marketing,Inc.（アウンコリアマーケティング）を設立
  - 11月 - シンガポールにAUN Global Marketing Pte.Ltd.設立
- 2011年（平成23年）
  - 3月 - アウン沖縄ラボラトリーズ株式会社を解散（沖縄支店に）
  - 4月 - バイドゥ株式会社の優秀代理店として表彰
- 2013年（平成25年）7月 - アウンコリアマーケティング株式会社（AUN Korea Marketing,Inc.）の全株式のうち90%を譲渡。
- 2015年（平成27年）6月 - AUN PHILIPPINES INC.を設立。
- 2016年（平成28年）10月 - 市場選択制度により東京証券取引所第二部に市場変更。
- 2017年（平成29年）6月 - アセット事業、ベトナム/ホーチャムのリゾートホテル取扱開始
- 2017年（平成29年）6月 - ベトナムにアウンベトナム株式会社（AUN Vietnam Co., Ltd.）を設立
- 2019年（平成31年）1月 - 厚生労働大臣より「子育てサポート企業」としての認証、「くるみんマーク」を取得
- 2020年（令和2年）10月 - 東京都文京区内で本社移転
- 2020年（令和2年）11月 - アウン香港マーケティング株式会社（亞文香港營銷事業股份有限公司）解散
- 2021年（令和3年）7月 - アウン台湾マーケティング株式会社（台灣亞文營銷事業股份有限公司）解散
- 2022年（令和4年）4月 - 東京証券取引所の市場区分再編により東京証券取引所第二部から東証スタンダード市場に区分変更

## 社名の由来
社名「アウン」の由来は「阿吽の呼吸」である。顧客に対して、「阿吽の呼吸」で接したいという意味が込められている。

## 提供サービス
- マーケティング事業
  - SEO（検索エンジン最適化）
  - Google、Yahoo!、Bingなど検索エンジン最適化コンサルティング
- PPC （リスティング広告）
  - スポンサードサーチ®、Google広告など検索リスティング広告取扱
  - 運用コンサルティング
- インターネット広告
  - ソーシャルメディア、スマートフォン広告取扱
  - 運用コンサルティング
- クリエイティブ
  - Web、アプリ、バナーなどの企画・制作

## 関連会社
- アウングローバルマーケティング株式会社（AUN Global Marketing Pte.Ltd.）
- アウンタイラボラトリーズ株式会社（AUN Thai Laboratories Co.,Ltd.）
- アウンベトナム株式会社（AUN Vietnam Co., Ltd.）
- アウンフィリピン株式会社（AUN Philippines,Inc.）